# 7206 Сікі
7206 Сікі (7206 Shiki) — астероїд головного поясу, відкритий 18 серпня 1996 року.
Тіссеранів параметр щодо Юпітера — 3,213.
Названо на честь Сікі (яп. しき(子規) сікі).